# Mark Randall
Mark Christopher Randall (Edina, Minnesota; 30 de septiembre de 1967) es un exjugador de baloncesto estadounidense que disputó 4 temporadas en la NBA, en Chicago Bulls, Minnesota Timberwolves, Detroit Pistons y Denver Nuggets. Con 2.04 metros de estatura, jugaba en la posición de alero.

## Trayectoria deportiva

### Universidad
Procedente del Cherry Creek High School en Englewood, Colorado, donde lideró a los Bruins al campeonato estatal en 1985 y participó en el McDonald's All American en 1986, Randall jugó al baloncesto en la Universidad de Kansas durante 4 años. En su último año ayudó a los Jayhawks a llegar hasta la final de la NCAA, siendo derrotados por Duke por 72-65. Durante la temporada, Randall promedió 15 puntos y 6.2 rebotes. En su segunda campaña en la universidad firmó 16 puntos y 6.7 rebotes. En su carrera en Kansas, Randall fue nombrado All-American, All Big 8 Player y All Big 8 Academic Player. Randall es el líder histórico de la Big 8 en porcentaje de tiros de campo, con un 62% en su carrera.
En 1990 formó parte de la selección estadounidense que logró la medalla de bronce en el Mundial de Argentina.

### Profesional
Randall fue seleccionado en la 26.ª posición del Draft de la NBA de 1991 por Chicago Bulls. Tras 15 partidos con los Bulls durante la temporada 1991-92, fue cortado por el equipo y fichado por Minnesota Timberwolves, con los que finalizó la campaña. Al poco de comenzar la 1992-93, Randall fue traspasado a Detroit Pistons junto con Gerald Glass a cambio de Lance Blanks, Brad Sellers y una segunda ronda condicional del draft de 2000. En los dos siguientes años militó en Denver Nuggets.
Sus últimos coletazos como baloncestista los dio en la CBA, concretamente en Rapid City Thrillers, Fort Wayne Fury y La Crosse Bobcats. En sus 127 partidos en la NBA, Randall anotó 332 puntos y capturó 160 rebotes.

## Estadísticas de su carrera en la NBA

### Temporada regular
| Año     | Equipo    | PJ  | PT | MPP | %TC  | %3P  | %TL  | RPP | APP | ROB | TPP | PPP |
| ------- | --------- | --- | -- | --- | ---- | ---- | ---- | --- | --- | --- | --- | --- |
| 1991-92 | Chicago   | 15  | 0  | 4.5 | .455 | .000 | .750 | .6  | .5  | .0  | .0  | 1.7 |
| 1991-92 | Minnesota | 39  | 0  | 9.6 | .457 | .214 | .743 | 1.6 | .7  | .3  | .1  | 3.7 |
| 1992-93 | Minnesota | 2   | 0  | 4.0 | .000 | .000 | —    | .0  | .5  | .0  | .0  | .0  |
| 1992-93 | Detroit   | 35  | 0  | 6.9 | .506 | .143 | .615 | 1.6 | .3  | .1  | .1  | 2.8 |
| 1993-94 | Denver    | 28  | 0  | 5.5 | .340 | .143 | .786 | .8  | .4  | .3  | .1  | 2.1 |
| 1994-95 | Denver    | 8   | 0  | 4.9 | .300 | .000 | —    | 1.5 | .1  | .0  | .0  | .8  |
| Total   | Total     | 127 | 0  | 7.0 | .443 | .154 | .722 | 1.3 | .4  | .2  | .1  | 2.6 |

### Playoffs
| Año   | Equipo | PJ | PT | MPP | %TC  | %3P | %TL | RPP | APP | ROB | TPP | PPP |
| ----- | ------ | -- | -- | --- | ---- | --- | --- | --- | --- | --- | --- | --- |
| 1994  | Denver | 2  | 0  | 3.0 | .000 | —   | —   | 2.5 | .0  | .0  | .5  | .0  |
| Total | Total  | 2  | 0  | 3.0 | .000 | —   | —   | 2.5 | .0  | .0  | .5  | .0  |